# Metropolitana di Shenyang
La metropolitana di Shenyang è un sistema di metro che serve la città di Shenyang, in Cina.
La metropolitana di Shenyang è composta dalla Linea 1 (Est-Ovest) e dalla Linea 2 (Nord-Sud). La prima linea fu aperta al pubblico a settembre 2009. La prima linea sarà realizzata con 22.2 km e 18 stazioni di servizio. L'apertura della linea 2 è avvenuta il 1º luglio 2012.

## Linee
| Linea    | Capolinea (Distretto)    | Capolinea (Distretto)     | Apertura | Ultima estens. | Lunghezza | Stazioni |
| -------- | ------------------------ | ------------------------- | -------- | -------------- | --------- | -------- |
| Linea 1  | Shisanhaojie (Tiexi)     | Limingguangchang (Dadong) | 2010     | 2010           | 27,8      | 22       |
| Linea 2  | Putianlu (Shenbeixin)    | Quanyunlu (Hunnan)        | 2011     | 2018           | 31.88     | 26       |
| Linea 9  | Nujianggongyuan (Yuhong) | Ligongdaxue (Hunnan)      | 2019     | 2019           | 28.99     | 23       |
| Linea 10 | Dingxianghu (Yuhong)     | Zhangshabu (Hunnan)       | 2020     | 2020           | 27.164    | 21       |